# Hino Nacional de Taiwan
Nota: Não confundir com o hino da República Popular da China, a Marcha dos Voluntários.
O "Hino Nacional da República da China" (Chinês tradicional: 中華民國國歌, Chinês simplificado: 中华民国国歌, Pinyin: Zhōnghuá Míngúo gúogē), é o atual hino nacional da República da China e o hino do Partido Nacionalista Chinês (Kuomintang).
Adaptado de um discurso de Sun Yat-sen, o hino fala de como as esperanças e visões de uma nova nação e seu povo podem e devem ser alcançadas e mantidas através dos Três Princípios do Povo. Informalmente, a canção é conhecida como "San Min Chu-i" ou "Os Três Princípios do Povo" do primeiro verso, mas nunca é assim chamada em ocasiões formais ou oficiais.